# 田川律
田川 律（たがわ りつ、1935年3月15日 - 2023年1月28日）は、日本の音楽評論家、舞台監督、歌手、料理研究家、翻訳家、ミステリ評論家。

## 経歴
1935年、大阪市生まれ。本名、永島律〈ながしま・ただす〉。1960年、大阪大学文学部国史学科卒業。
関西フォークの全盛期に、鑑賞団体「大阪労音」事務局に勤務。大阪労音事務局時代に、助言者的な立場で関わっていた音楽評論家の中村とうよう、飯塚晃東と知り合う。
1968年、東京に移る。
1969年4月に飯塚晃東、小倉エージらとともに、中村とうようを編集長とする雑誌「ニューミュージック・マガジン（現ミュージック・マガジン）」創刊に参加。
1970年、フリーとなり、音楽評論、舞台監督、レコーディングディレクターなど様々な音楽関連の仕事を体験。
1971年、URC時代の岡林信康のサードアルバム『俺らいちぬけた』のレコーディングディレクター。この頃、劇団黒テント、大阪の「春一番コンサート」で料理人として活躍。
1974年、『おんがくぐーん音楽の学校・音楽の劇場』（ほるぷ出版）のB面の林光作品集のレコーディングディレクター。
1979年から、朝日新聞の芸能欄に執筆。
2001年、劇団黒テント俳優養成講座に講師として参加。
2008年、伊勢真一監督のドキュメンタリー映画「ゆめみたか〜愛は歌　田川律〜」に出演。共演は、大塚まさじ、高橋悠治、斎藤晴彦、ハンバート ハンバート、中川五郎、福岡風太、阿部登他。
2023年1月28日、誤えん性肺炎のため福岡市のシェアハウスで死去。87歳没。

## 人物
- 音楽評論、海外ミュージシャンの評伝の翻訳、料理本など著書多数。
- ギタリストの岡田信一とのユニット、「りつ・おかだ」を結成して歌手としても活動[7]。2015年、80歳でアルバム「ラスト・レコーディングvol.1」をリリース[7]。
- ハードボイルド等のミステリ小説も愛好しており、ハヤカワポケットミステリの訳本が一冊、またロバート・B・パーカー『ゴッドウルフの行方』、ロス・トーマス『女刑事の死』『八番目の小人』の文庫解説を執筆するなどしていた。

## 主な著書

### 音楽・エッセイ
- 『まるで転がる石みたいだった』 (晶文社、1975年)
- 『男らしいってわかるかい?』(晶文社、1977年)
- 『日本のフォーク&ロック史—志はどこへ』(音楽之友社、1982年) のち「ROCK文庫」再刊シンコーミュージック 1998年
- 『レゲエ・ジャマイカの風と光』菅原光博との共著 (音楽之友社、1985年)
- 『ぼくの時代、ぼくらの歌―ライナー・ノウツ1974~1984』(思想の科学社、1985年)
- 『田川律の家族ってなんや』(早川書房、1991年)
- 『あやしい舞台監督』(JICC出版局、1992年)
- 『シンガー・ソングライター』(アップフロントブックス、1999年)
- 『りつ つくる あるく うたう』(ビレッジプレス、2008年)

### 翻訳
- 『ジャニス　ブルースに死す』デイヴィッド・ドルトン著、板倉まりとの共訳 (晶文社、1973年)
- 『ロックンロールが最高』ブルース・ポロック著(晶文社、1982年)
- 『グレープフルーツ・ブック』オノ・ヨーコ著(新書館、1982年)
- 『砂漠の天使 (ハヤカワ ポケット ミステリ) 』ジョゼフ ハンセン著(早川書房、1986年)
- 『マイケル・ジャクソン 孤独なピーターパン』マーク・ビゴ著(新書館、2009年)

### 料理本
- 『田川律台所術・なにが男の料理だ』(晶文社、1987年)
- 『地球のにぎわい料理ブック—Music cooking book』(筑摩書房、1996年)